# 24. Oscar-gála
Az 24. Oscar-gálát, a Filmakadémia díjátadóját 1952. március 20-án tartották meg. Az Elfújta a szél (1939) után 12 évvel nyert újra színes film, az Egy amerikai Párizsban Oscar-díjat, és Vivien Leigh is újra a legjobb színésznő lett A vágy villamosa főszerepében nyújtott alakításával.
Kuroszava Akira japán rendező filmje, A vihar kapujában kapta a legjobb idegen nyelvű film különdíját.

## Kategóriák és jelöltek
Nyertesek félkövérrel jelölve

### Legjobb film
- Egy amerikai Párizsban (An American in Paris) – Metro-Goldwyn-Mayer – Arthur Freed
  - Decision Before Dawn – 20th Century-Fox – Anatole Litvak és Frank McCarthy
  - Egy hely a nap alatt (A Place in the Sun) – Paramount – George Stevens
  - Quo Vadis? – Metro-Goldwyn-Mayer – Sam Zimbalist
  - A vágy villamosa (A Streetcar Named Desire) – Feldman, Warner Bros. – Charles K. Feldman

### Legjobb színész
- Humphrey Bogart – Afrika királynője (The African Queen)
  - Marlon Brando      – A vágy villamosa (A Streetcar Named Desire)
  - Montgomery Clift   – Egy hely a nap alatt (A Place in the Sun)
  - Arthur Kennedy     – Bright Victory
  - Fredric March      – Death of a Salesman

### Legjobb színésznő
- Vivien Leigh – A vágy villamosa (A Streetcar Named Desire)
  - Katharine Hepburn  – Afrika királynője (The African Queen)
  - Eleanor Parker     – Detective Story
  - Shelley Winters   – Egy hely a nap alatt (A Place in the Sun)
  - Jane Wyman    – The Blue Veil

### Legjobb férfi mellékszereplő
- Karl Malden – A vágy villamosa (A Streetcar Named Desire)
  - Leo Genn – Quo Vadis?
  - Kevin McCarthy –  Az ügynök halála (Death of a Salesman)
  - Peter Ustinov –  Quo Vadis?
  - Gig Young –  Come Fill the Cup

### Legjobb női mellékszereplő
- Kim Hunter – A vágy villamosa (A Streetcar Named Desire)
  - Joan Blondell – The Blue Veil
  - Mildred Dunnock – Death of a Salesman
  - Lee Grant – Detective Story
  - Thelma Ritter – The Mating Season

### Legjobb rendező
- George Stevens – Egy hely a nap alatt (A Place in the Sun)
  - John Huston – Afrika királynője (The African Queen)
  - Elia Kazan – A vágy villamosa (A Streetcar Named Desire)
  - Vincente Minnelli – Egy amerikai Párizsban (An American in Paris)
  - William Wyler – Detective Story

### Legjobb eredeti történet
- Seven Days to Noon – James Bernard, Paul Dehn
  - Bullfighter and the Lady – Budd Boetticher, Ray Nazarro
  - The Frogmen – Oscar Millard
  - Here Comes the Groom – Liam O’Brien, Robert Riskin
  - Teresa – Alfred Hayes, Stewart Stern

### Legjobb eredeti forgatókönyv
- Egy amerikai Párizsban (An American in Paris) – Alan Jay Lerner
  - The Big Carnival – Billy Wilder, Lesser Samuels, Walter Newman
  - David and Bathsheba – Philip Dunne
  - Go for Broke! – Robert Pirosh
  - The Well – Clarence Greene, Russell Rouse

### Legjobb adaptált forgatókönyv
- Egy hely a nap alatt (A Place in the Sun) – Michael Wilson és Harry Brown, Theodore Dreiser An American Tragedy című műve alapján
  - Afrika királynője (The African Queen) – James Agee és John Huston, C. S. Forester The African Queen címe alapján
  - Detective Story – Philip Yordan és Robert Wyler, Sidney Kingsley Detective Story című színműve alapján
  - Körbe-körbe (La Ronde; francia) – Jacques Natanson és Max Ophüls, Arthur Schnitzler Reigen című színműve alapján
  - A vágy villamosa (A Streetcar Named Desire) – Tennessee Williams, A vágy villamosa című saját színművéből

### Legjobb operatőr
- Egy hely a nap alatt (A Place in the Sun) – William C. Mellor (ff)
  - Death of a Salesman – Franz Planer
  - The Frogmen – Norbert Brodine
  - Idegenek a vonaton (Strangers on a Train) – Robert Burks
  - A vágy villamosa (A Streetcar Named Desire) – Harry Stradling Sr.

- Egy amerikai Párizsban (An American in Paris) – Alfred Gilks; balettfelvételek: John Alton (színes)
  - David and Bathsheba – Leon Shamroy
  - Quo Vadis? – Robert Surtees és William V. Skall
  - A Revű hajó (Show Boat) – Charles Rosher
  - When Worlds Collide – John F. Seitz és W. Howard Greene

### Látványtervezés és díszlet
Fekete-fehér filmek
- Richard Day, George James Hopkins – A vágy villamosa (A Streetcar Named Desire)
  - Lyle Wheeler, Leland Fuller, Thomas Little, Fred J. Rode – Fourteen Hours
  - Lyle Wheeler, John DeCuir, Thomas Little, Paul S. Fox – House on Telegraph Hill
  - Jean d'Eaubonne – Körbe-körbe (La Ronde; francia)
  - Cedric Gibbons, Paul Groesse, Edwin B. Wills, Jack D. Moore – Too Young to Kiss

Színes filmek
- Cedric Gibbons, E. Preston Ames, Edwin B. Willis, Keogh Gleason – Egy amerikai Párizsban (An American in Paris)
  - Lyle Wheeler, George Davis, Thomas Little, Paul S. Fox – David and Bathsheba
  - Lyle Wheeler, Leland Fuller, Joseph C. Wright, Thomas Little, Walter M. Scott – A Riviérán (On the Riviera)
  - William A. Horning, Cedric Gibbons, Edward Carfagno, Hugh Hunt – Quo Vadis?
  - Hein Heckroth – Hoffmann meséi (The Tales of Hoffmann)

### Legjobb vágás
- Egy hely a nap alatt (A Place in the Sun) – William Hornbeck
  - Egy amerikai Párizsban (An American in Paris) – Adrienne Fazan
  - Decision Before Dawn – Dorothy Spencer
  - Quo Vadis? – Ralph E. Winters
  - The Well – Cester Schaeffer

### Legjobb vizuális effektus
- When Worlds Collide – Nem volt név szerinti jelölés[* 1]

### Legjobb idegen nyelvű film (különdíj)
- A vihar kapujában (Rasómon (羅生門; Hepburn: Rashōmon?)) (Japán) – Daiei Motion Picture Co., Daiei Studios – Minoura Dzsingo (箕浦甚吾) producer – Kuroszava Akira rendező

### Legjobb eredeti filmzene

#### Filmzene drámai filmben vagy vígjátékban
- Egy hely a nap alatt (A Place in The Sun) – Franz Waxman
  - David and Bathsheba – Alfred Newman
  - Death of a Salesman – Alex North
  - Quo Vadis? – Rózsa Miklós
  - A vágy villamosa (A Streetcar Named Desire) – Alex North

#### Filmzene musicalfimben
- Egy amerikai Párizsban (An American in Paris) – Johnny Green és Saul Chaplin
  - Alice Csodaországban (Alice in Wonderland) – Oliver Wallace
  - A nagy Caruso (The Great Caruso) – Peter Herman Adler és Johnny Green
  - A Riviérán (On the Riviera) – Alfred Newman
  - A Revű hajó (Show Boat) – Adolph Deutsch és Conrad Salinger

## Statisztika

### Egynél több jelöléssel bíró filmek
- 12 : A vágy villamosa (A Streetcar Named Desire)
- 9 : Egy hely a nap alatt (A Place in the Sun)
- 8 : Egy amerikai Párizsban (An American in Paris), Quo Vadis?
- 5 : David and Bathsheba, Death of a Salesman
- 4 : Afrika királynője (The African Queen), Detective Story
- 3 : A nagy Caruso (The Great Caruso)
- 2 : The Blue Veil, Bright Victory, Decision Before Dawn, The Frogmen, Here Comes the Groom, Körbe-körbe (La Ronde), A Riviérán (On the Riviera), A Revű hajó (Show Boat), Hoffmann meséi (The Tales of Hoffmann), The Well, When Worlds Collide

### Egynél több díjjal bíró filmek
- 6 : Egy amerikai Párizsban (An American in Paris), A Place in the Sun
- 4 : A vágy villamosa (A Streetcar Named Desire)